# Maria Messner
Maria Messner (Brunico, 30 maggio 1994) è una slittinista italiana.

## Biografia
Inizia a gareggiare per la nazionale italiana nelle varie categorie giovanili prendendo parte alla prima edizione dei Giochi olimpici giovanili invernali ad Innsbruck 2012 dove ha colto la ventitreesima piazza nel singolo e conquistando due medaglie nelle gare a squadre ai campionati mondiali juniores: l'argento ad Oberhof 2011 ed il bronzo a Königssee 2012.
A livello assoluto ha esordito in Coppa del Mondo nella stagione 2010/11 e come miglior risultato vanta il ventesimo posto ottenuto ad Igls il 24 novembre 2012 nel singolo. In classifica generale si è classificata al trentacinquesimo posto nel 2010/11 nella specialità del singolo.

## Palmarès

### Mondiali juniores
- 2 medaglie:
  - 1 argento (gara a squadre ad Oberhof 2011).
  - 1 bronzo (gara a squadre a Königssee 2012).

### Coppa del Mondo
- Miglior piazzamento in classifica generale nel singolo: 35ª nel 2010/11.

### Coppa del Mondo juniores
- Miglior piazzamento in classifica generale nel singolo: 14ª nel 2011/12.

### Coppa del Mondo giovani
- Miglior piazzamento in classifica generale nel singolo: 7ª nel 2010/11.